# Dödlig post
Dödlig post (originaltitel The Inspectors), amerikansk TV-film i genren thriller från 1998 av Brad Turner med Louis Gossett Jr. och Jonathan Silverman med flera.

## Handling
En man dödas och hans hustru hamnar i koma när en brevbomb exploderar i en förort till Baltimore. Parets skuldsatte son blir omedelbart misstänkt för mordet. Alex Urbina och Frank Hughes arbetar på en specialavdelning inom polisen där man tar hand om brevbomber. De två får i uppdrag att lösa fallet.

## Om filmen
Filmen gjordes direkt för TV och Louis Gossett Jr. spelade huvudrollen som Inspektör Frank Hughes. Filmen fick i Sverige titeln Dödlig post och den fick en uppföljare som då fick titeln Falsk identitet.

## I rollerna
- Louis Gossett Jr. - Inspector Frank Hughes
- Jonathan Silverman - Inspector Alex Urbina
- Tobias Mehler - Drew Carrigan
- Greg Thirloway - Inspector Hank Bridges
- JR Bourne - Dwayne